# Stoogesort
Stooge sort (auch Trippelsort) ist ein rekursiver Sortieralgorithmus nach dem Prinzip Teile und herrsche (divide and conquer).

## Prinzip
- Sind das erste und das letzte Element nicht in der richtigen Reihenfolge, so werden sie vertauscht.
- Sind mehr als zwei Elemente in der Liste, fortsetzen, ansonsten abbrechen.
- Sortiere die ersten zwei Drittel der Liste
- Sortiere die letzten zwei Drittel der Liste
- Sortiere die ersten zwei Drittel der Liste

## Komplexität
Der Algorithmus besitzt eine im Vergleich zu anderen Sortieralgorithmen sehr schlechte Laufzeit, in der Informatik wird dies mittels Landau-Symbol durch {\displaystyle O(n^{\log _{1{,}5}{3}})\approx O(n^{2.71})} ausgedrückt. Da selbst Bubblesort ein besseres Laufzeitverhalten besitzt, ist Stoogesort nur zur Anschauung von Interesse.

## Pseudocode
Der folgende Pseudocode sortiert die Eingabemenge aufsteigend.
```
A: Liste (Array) mit der unsortierten Eingabemenge
i: Linke Grenze des zu sortierenden Ausschnitts des Arrays
j: Rechte Grenze des zu sortierenden Ausschnitts des Arrays
```

```
stoogesort
(A,i,j)
1  
if
 A[i] > A[j]
2     
then
 A[i] 

  

    

      

        
↔

      

    

    
{\displaystyle \leftrightarrow }

  

 A[j]
3  
if
 i+1 

  

    

      

        
≥

      

    

    
{\displaystyle \geq }

  

 j
4     
then
 
return

5  k 

  

    

      

        
←

      

    

    
{\displaystyle \leftarrow }

  

  

    

      

        
⌊

      

    

    
{\displaystyle \lfloor }

  

(j-i+1)/3

  

    

      

        
⌋

      

    

    
{\displaystyle \rfloor }

  

6  
stoogesort
(A,i,j-k) 

  

    

      

        

        
▹

      

    

    
{\displaystyle \quad \triangleright }

  

 Sortieren der ersten zwei Drittel
7  
stoogesort
(A,i+k,j) 

  

    

      

        

        
▹

      

    

    
{\displaystyle \quad \triangleright }

  

 Sortieren der letzten zwei Drittel
8  
stoogesort
(A,i,j-k) 

  

    

      

        

        
▹

      

    

    
{\displaystyle \quad \triangleright }

  

 Sortieren der ersten zwei Drittel
```

## Implementierung

### Java
```
// Interface-Methode (um den Aufruf mit den richtigen Startwerten zu erzwingen)

public
 
void
 
stoogeSort
(
int
[]
 
a
)

{

  
stoogeSort
(
a
,
0
,
a
.
length
);

}

// Interne Methode

private
 
void
 
stoogeSort
(
int
[]
 
a
,
int
 
s
,
int
 
e
)

{

   
if
(
a
[
e
-
1
]<
a
[
s
]
)

   
{

     
int
 
temp
=
a
[
s
]
;

     
a
[
s
]=
a
[
e
-
1
]
;

     
a
[
e
-
1
]=
temp
;

   
}

   
int
 
len
=
e
-
s
;

   
if
(
len
>
2
)

   
{

     
int
 
third
=
len
/
3
;
   
// Zur Erinnerung: Dies ist die (abgerundete) Integer-Division

     
stoogeSort
(
a
,
s
,
e
-
third
);

     
stoogeSort
(
a
,
s
+
third
,
e
);

     
stoogeSort
(
a
,
s
,
e
-
third
);

   
}

}

```

### Visual Basic
```
 
Sub
 
StoogeSort
(
ByVal
 
Left
 
As
 
Integer
,
 
ByVal
 
Right
 
As
 
Integer
)

     
If
 
Feld
(
Left
)
 
>
 
Feld
(
Right
)
 
Then

         
Temp
 
=
 
Feld
(
Left
)

         
Feld
(
Left
)
 
=
 
Feld
(
Right
)

         
Feld
(
Right
)
 
=
 
Temp

     
End
 
If

     
If
 
Right
 
-
 
Left
 
>=
 
2
 
Then

         
Call
 
StoogeSort
(
Left
,
 
Left
 
+
 
(
Right
 
-
 
Left
)
 
*
 
2
 
/
 
3
)

         
Call
 
StoogeSort
(
Left
 
+
 
(
Right
 
-
 
Left
)
 
*
 
1
 
/
 
3
,
 
Right
)

         
Call
 
StoogeSort
(
Left
,
 
Left
 
+
 
(
Right
 
-
 
Left
)
 
*
 
2
 
/
 
3
)

     
End
 
If

 
End
 
Sub

```

## Korrektheitsbeweis
Beweis durch Vollständige Induktion (Zeilennummer beziehen sich auf den oben angegebenen Pseudocode):
Induktionsanfang
Für Länge des Arrays n=1 und n=2 sortiert Stoogesort korrekt, da in Zeile 1–4 des Algorithmus die Elemente der Liste in die richtige Reihenfolge gebracht werden und der Algorithmus an der Stelle abbricht.
Induktionsschluss
Aus der Induktionsvoraussetzung folgt, dass die Aufrufe in Zeilen 6–8 korrekt sortierte Teilarrays liefern. Elemente im i-ten Drittel einer korrekten Sortierung des Arrays heißen Typi-Elemente, i=1,2,3.
Nach der Sortierung der ersten zwei Drittel in Zeile 6 befindet sich kein Typ3-Element mehr im ersten Drittel der Liste.
Nach der Sortierung der letzten zwei Drittel in Zeile 7 stehen im letzten Drittel der Liste alle Typ3-Elemente in sortierter Reihenfolge.
Nach der erneuten Sortierung der ersten zwei Drittel in Zeile 8 stehen jetzt außerdem alle Typ1- und Typ2-Elemente in sortierter Reihenfolge.